# Centro de Formação de Condutores

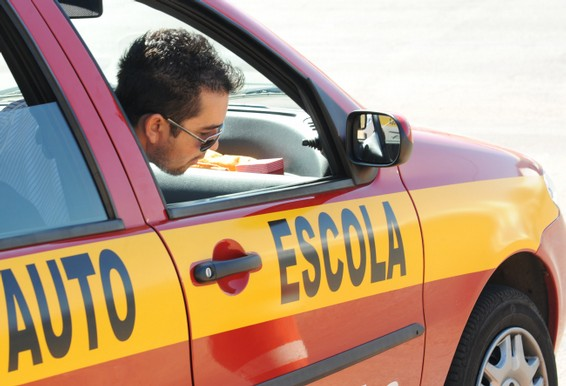
Instrutor de autoescola orienta aluno em aula prática.

Centro de Formação de Condutores (CFC) são as antigas autoescolas (pré-AO 1990: auto-escolas), no Brasil. Atribuída pela Resolução CONTRAN nº 33, e mantida no art. 156 do atual Código de Trânsito Brasileiro (Lei nº 9.503), de 23 de setembro de 1997. São escolas credenciadas pelos departamentos de trânsito, que têm por objetivo a formação, qualificação, atualização e reciclagem do cidadão para a condução de veículo automotor e elétrico, mediante a aplicação de aulas teóricas e práticas, para a obtenção da Carteira Nacional de Habilitação (CNH).

## Funcionamento
A nova nomenclatura se deve ao aumento da variedade de cursos pertinentes a procedimentos no trânsito exigidos pela nova legislação de trânsito, como reciclagem de infrator (motorista que tem sua CNH suspensa por atingir 20, 30 ou 40 pontos num intervalo de 12 meses), transporte de cargas perigosas, transporte de passageiros, entre outros.

## Classificação
Existem as seguintes denominações para as CFCs:
1. CFC "A" (cursos especializados): é responsável pela aplicação de cursos teóricos, provas de renovação e reciclagem, bem como a capacitação de profissionais para as modalidades de Transporte Escolar, Produtos Perigosos (MOPP), Transporte Coletivo de Passageiros e Transporte de Emergência.[3]
2. CFC "B" (curso teórico-técnico) - é responsável pela aplicação de cursos práticos de direção veicular para as categorias ACC, A e B.[3]